# Burnley
Burnley (/ˈbɜrnli/) é uma cidade do Condado de Lancashire, Inglaterra. No Censo do Reino Unido de 2011, contava com uma população de 87,059 habitantes. Está localizada a 21 milhas (34 km) ao norte de Manchester e 20 milhas (32 km) a leste de Preston, na confluência dos rios Calder e Brun.
Está localizada próximo à zona rural ao sul e leste, com as cidades menores de Padiham e Nelson a oeste e ao norte, respectivamente. Tem a reputação de ser um centro regional de excelência para as indústrias manufatureira e aeroespacial.
A cidade começou a se desenvolver no início do período medieval como uma série de aldeias agrícolas cercadas por casas senhoriais e florestas reais, e manteve um mercado por mais de 700 anos. Durante a Revolução Industrial, tornou-se uma das áreas fabris mais proeminentes de Lancashire; em seu auge, foi um dos maiores produtores mundiais de tecidos de algodão, além de um importante centro de engenharia.
Burnley manteve um forte setor manufatureiro e tem fortes ligações econômicas com as cidades de Manchester e Leeds, bem como com as cidades vizinhas ao longo do corredor M65. Em 2013, em reconhecimento ao seu sucesso, Burnley recebeu o prêmio Enterprising Britain, do Governo Britânico, como a "Área mais Empreendedora do Reino Unido".
Um serviço de trem direto passou a operar entre a estação ferroviária de Manchester Road, em Burnley, e a estação Victoria, em Manchester, após um hiato de mais de cinquenta anos. Essa ligação se dá por meio da restaurada estação Todmorden Curve, reinaugurada em maio de 2015. Antes disso, passageiros ferroviários que desejassem viajar entre Manchester e Burnley tinham que se deslocar para Hebden Bridge ou Blackburn.

## História

### Toponímia
Acredita-se que o nome Burnley tenha derivado de Brun Lea, que significa "prado junto ao rio Brun". Várias outras grafias foram usadas ao longo da história, como Bronley, Brunley e Brumleye.

### Origens

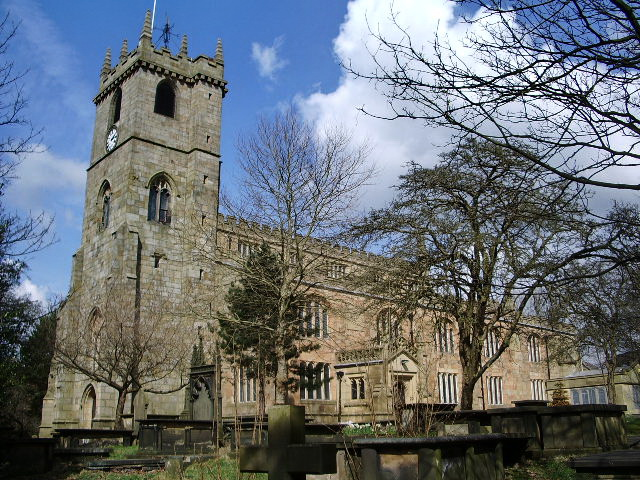
Igreja de St. Peter's

Ferramentas e armas de sílex da Idade da Pedra foram encontradas nas charnecas ao redor da cidade, assim como numerosos túmulos, círculos de pedra e alguns fortes nas colinas. As vias Back Lane, Sump Hall Lane e Noggarth Road dos dias modernos seguem amplamente a rota clássica que ia de leste a oeste até o norte da cidade, sugerindo que a área foi povoada durante a pré-história e, provavelmente, controlada pelos Brigantes.
O número limitado de moedas encontrado indica uma presença romana, mas nenhuma evidência de um assentamento foi localizada na cidade. Gorple Road (indo a leste de Worsthorne) parece seguir a rota de uma estrada romana que pode ter cruzado o atual centro de Burnley, no caminho para o Forte de Ribchester. Tem sido afirmado que a terraplenagem próxima de Ring Stones Camp (53° 47′ 35″ N, 2° 10′ 26″ O), Twist Castle (53° 48′ 00″ N, 2° 10′ 16″ O) e Beadle Hill (53° 48′ 11″ N, 2° 10′ 08″ O) são de origem romana, mas pouca informação arqueológica de apoio foi publicada.
Após o período romano, a área tornou-se parte do reino de Rheged e, depois, do reino da Nortúmbria. Os topônimos locais Padiham e Habergham mostram a influência dos anglos, sugerindo que alguns se estabeleceram na área no início do século VII; algum tempo depois, o local passou a fazer parte do hundred de Blackburnshire.
Não há registro definitivo de um acordo até depois da conquista normanda da Inglaterra. Em 1122, um foral concedeu a igreja de Burnley aos monges da Abadia de Pontefract. Em seus primeiros dias, Burnley era uma pequena comunidade agrícola, ganhando um moinho de milho em 1290, um mercado em 1294 e um moinho de pisoagem em 1296. Neste ponto, estava dentro do feudo de Ightenhill, um dos cinco que constituíam a Honra de Clitheroe, então um assentamento muito mais significativo, e consistia em não mais do que 50 famílias. Pouco sobrevive do início de Burnley, exceto o Market Cross, erguido em 1295, que agora fica no terreno da antiga escola secundária.
Ao longo dos três séculos seguintes, Burnley cresceu para cerca de 1200 habitantes no ano de 1550, ainda centrado em torno da Igreja de St Peter's, no que hoje é conhecido como "Top o' th' Town". Residentes prósperos construíram casas maiores, incluindo Gawthorpe Hall, em Padiham, e Towneley Hall. Em 1532, a Igreja de St Peter's passou por uma grande reconstrução. A escola primária de Burnley foi fundada em 1559 e mudou-se para sua própria sede, ao lado da igreja, em 1602. Burnley começou a se desenvolver, neste período, em uma pequena cidade mercantil. É sabido que a tecelagem foi estabelecida ali em meados do século XVIII. Em 1817, um novo mercado foi construído. A cidade continuou centrada na Igreja, até que o mercado foi transferido para o fundo do que hoje é a Manchester Road, no final do século XIX.

### Revolução Industrial

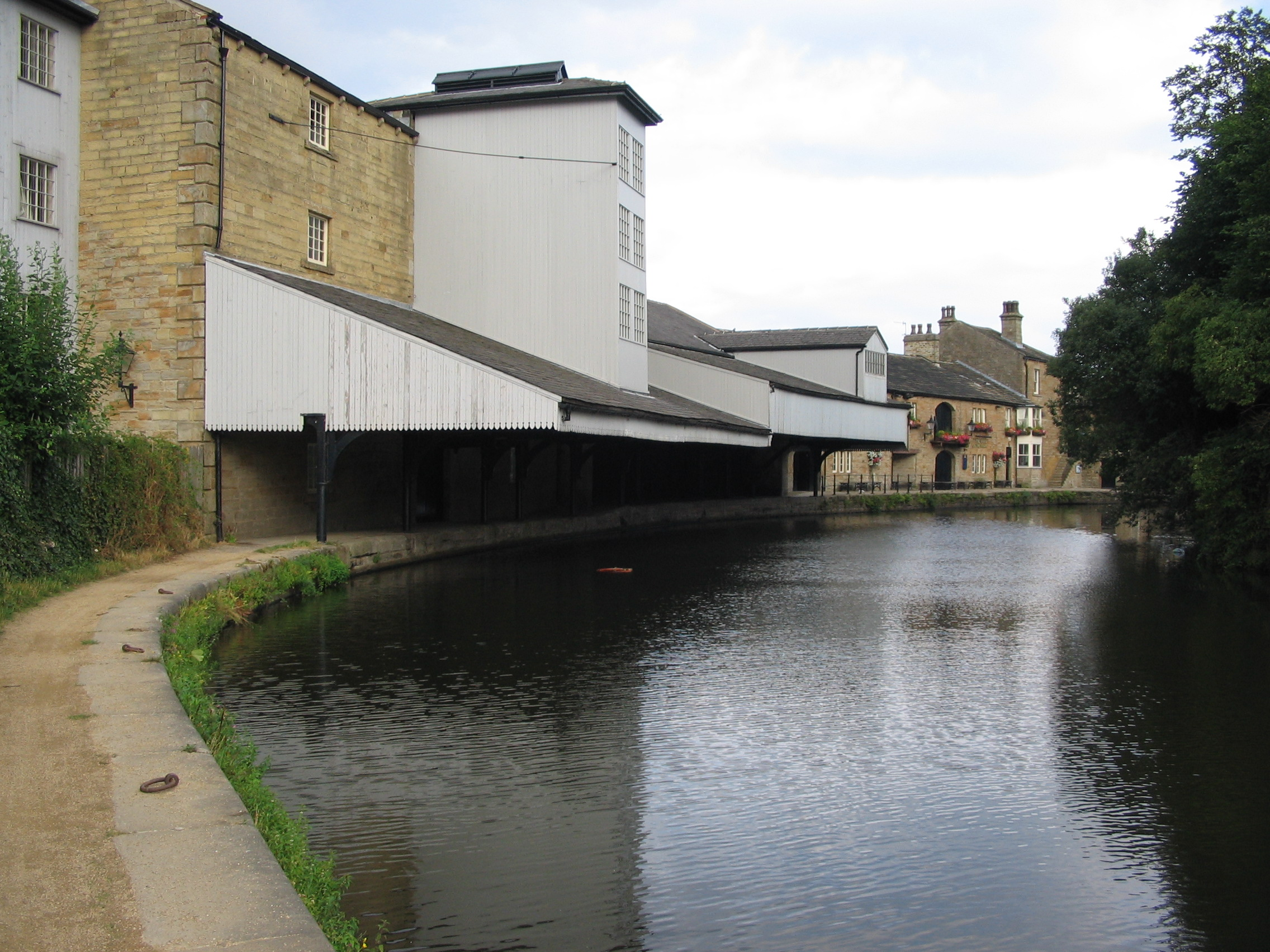
Cais de Burnley no Leeds and Liverpool Canal

Na segunda metade do século XVIII, a fabricação de algodão começou a substituir a de lã. As primeiras fábricas conhecidas de Burnley - datadas de meados daquele século - ficavam nas margens do rio Calder, perto de onde ele se junta ao rio Brun, e dependiam da energia hidráulica para mover as máquinas de fiar. A primeira estrada de pedágio na região foi iniciada em 1754, ligando a cidade até Blackburn e Colne. Em meados do século XIX, havia viagens diárias de diligência para Blackburn, Skipton e Manchester, sendo que, para esta última, demorava-se pouco mais de duas horas.
O século XVIII também viu o rápido desenvolvimento da mineração de carvão na Região Carbonífera de Burnley: as minas à deriva e os poços rasos dos séculos anteriores foram substituídos por outros mais profundos, atendendo à demanda industrial e doméstica em Nelson, Colne e Padiham. Em 1800 havia mais de uma dúzia de fossos apenas no que corresponde ao centro moderno da cidade.
A chegada do Leeds and Liverpool Canal, em 1796, tornou possível o transporte de mercadorias a granel, trazendo um grande impulso para a economia da área, levando ao nascimento da cidade de Burnley. Dezenas de novos moinhos foram construídos, junto com muitas fundições e siderúrgicas, que abasteciam os moinhos de algodão e minas de carvão com maquinário e ferro fundido e forjado para construção. A cidade ficou conhecida por seus motores de moinho, sendo o Lancashire Loom reconhecido como um dos melhores do mundo.
Uma presença militar permanente foi estabelecida na cidade em 1820. Construído para cavalaria, mas mais tarde usado para infantaria e armazenamento, O quartel teve suas atividades diminuídas no final do século XIX.
O desastre atingiu a cidade em 1824, quando o primeiro banco local (conhecido como Holgate) quebrou, forçando o fechamento de algumas das maiores fábricas. Seguiu-se um verão de seca, que causou graves problemas para as restantes, levando a altos níveis de desemprego e, possivelmente, contribuindo para a crise financeira nacional que ficou conhecida como o Pânico de 1825.
Em 1830, havia 32 motores a vapor em fábricas de algodão em toda a cidade. Um exemplar, originalmente instalado no Harle Syke Mill, está em exibição no Science Museum, em Londres.
A Fome da Batata na Irlanda levou a um influxo de famílias irlandesas durante a década de 1840, que formaram uma comunidade em um dos distritos mais pobres. Em certa época, o distrito de Park (no atual centro da cidade, próximo à Parker St.) era conhecido como Irish Park.
Em 1848, a extensão da East Lancashire Railway, de Accrington, ligou a cidade à rede ferroviária nascente do país pela primeira vez. Este foi outro impulso significativo para a economia local, colaborando para que, em 1851, a população de Burnley atingisse quase 21.000 habitantes.
A Fome do Algodão de 1861-1865, causada pela Guerra Civil Americana, foi novamente desastrosa para a cidade. No entanto, a retomada do comércio levou a uma rápida recuperação e, em 1866, Burnley era a maior produtora de tecidos de algodão do mundo. Na década de 1880, a cidade fabricava mais teares do que qualquer outro lugar do país.
A Burnley Electric Lighting Order foi concedida em 1890, dando à Burnley Corporation (que já controlava o fornecimento de água e a produção e venda de gás) o monopólio da geração e venda de eletricidade na cidade. A construção da Fábrica de Eletricidade, movida à carvão, na Grimshaw Street, teve início em 1891, próximo ao canal (onde hoje há uma loja da rede de supermercados Tesco). O primeiro abastecimento foi realizado em 22 de agosto de 1893, gerando eletricidade, inicialmente, apenas para iluminação pública.
O início do século XX viu a indústria têxtil de Burnley alcançar o auge de sua prosperidade. Em 1910, havia cerca de 99.000 teares elétricos na cidade, que atingiu seu pico populacional em 1911, com mais de 100.000 habitantes. Em 1920, a Burnley and District Weavers', Winders' and Beamers' Association, sindicato que representava os trabalhadores das indústrias de algodão de Burnley, tinha mais de 20.000 membros. No entanto, a Primeira Guerra Mundial marcou o início do colapso da indústria têxtil inglesa e o início de um declínio constante na população da cidade.

### Guerras Mundiais

#### Primeira Guerra
Mais de 4000 homens de Burnley, ou cerca de 15% da população masculina em idade ativa, foram mortos na Primeira Guerra Mundial. 250 voluntários, conhecidos como Burnley Pals, formavam a Companhia Z do 11º Batalhão, o East Lancashire Regiment, um batalhão que, como um todo, ficou conhecido como Accrington Pals. A Cruz Vitória foi concedida a dois soldados da cidade, Hugh Colvin e Thomas Whitham, juntamente com um terceiro ao residente (e único filho do então chefe de polícia) Alfred Victor Smith. Em 1926, um memorial aos mortos foi erguido no Towneley Park, financiado por Caleb Thornber, ex-prefeito. A escola de arte local criou páginas de pergaminho com os nomes dos falecidos. Eles foram enquadrados em um carrossel giratório em Towneley Hall, para serem vistos pelos visitantes. Havia 2000 nomes inscritos, menos da metade do número total de vítimas.

#### Segunda Guerra
Na Segunda Guerra Mundial, duas Ordens de Serviços Distintos e oito Medalhas de Conduta Distinta, junto com um grande número de prêmios menores, foram concedidas a militares de Burnley. Em Heights Farm havia uma isca de bombardeio apelidada de "Manchester nas charnecas". A cidade escapou de um ataque, principalmente, porque estava perto do limite do alcance dos bombardeiros alemães e perto de alvos de maior valor em Manchester.
Embora um apagão tenha sido imposto, a maioria das aeronaves no céu, acima de Burnley, teriam sido amigáveis e em missões de treinamento, ou retornando às fábricas para manutenção. No entanto, ocorreram alguns acidentes aéreos. Em setembro de 1942, um P-38 Lightning, do 14th Fighter Group USAAF, caiu perto Cliviger, enquanto as colinas de Black Hameldon foram palco de dois desastres: um Handley Page Halifax, do Esquadrão N.º 51 da RAF, em janeiro de 1943, e também um B-24 Liberator, do 491st Bombardment Group USAAF, em fevereiro de 1945.
Lucas Industries montou fábricas-sombra, produzindo uma ampla gama de peças elétricas para o esforço de guerra. Notavelmente, eles estiveram envolvidos nas tentativas fracassadas da Rover Company (e nas posteriormente bem-sucedidas da Rolls-Royce) de produzir o pioneiro projeto de motor a jato de Frank Whittle, o W.2 (Rolls-Royce Welland), em Barnoldswick. A fábrica da Magnesium Elektron, em Lowerhouse, se tornou a maior instalação de produção de magnésio na Grã-Bretanha.
Um benefício inesperado do conflito para os residentes de Burnley ocorreu em 1940. A Old Vic Theatre Company e a Sadler's Wells Opera and Ballet Companies mudaram-se de Londres, instalando-se no Victoria Theatre.
O principal memorial de guerra de Burnley fica em Place de Vitry sur Seine, próximo à Biblioteca Central.

#### Pós Segunda-Guerra
A Rainha Elizabeth II, junto ao Príncipe Philip, visitou a cidade pela primeira vez após a coroação, bem como Nelson e a fábrica de válvulas Mullard, em Simonstone, em 1955.
A Rainha fez uma segunda visita oficial à cidade no verão de 1961, marcando o 100º aniversário do status de Borough de Burnley. O resto da década viu um redesenvolvimento em grande escala na região. Muitos edifícios foram demolidos, incluindo o mercado municipal, o mercado de gado, o cinema Odeon e milhares de casas, principalmente as com terraço. Os novos projetos de construção incluíram o shopping center Charter Walk, o Centenary Way e seu viaduto, o Keirby Hotel, um novo terminal rodoviário central, os apartamentos Trafalgar e vários blocos de escritórios. Bank Hall Colliery, maior mina de carvão da cidade, foi fechada em abril de 1971, tendo sua área restaurada como um parque. No entando, esse fechamento resultou na perda de 571 empregos.
Em 1980, Burnley foi ligada à rede de autoestradas, através da construção da primeira e segunda seções da rodovia M65. Embora a rota, próxima à ferrovia e sobre o antigo local da mina de carvão de Clifton, tenha sido escolhida para minimizar a limpeza das terras ocupadas, edifícios históricos e várias centenas de outras casas tiveram que ser demolidas. Excepcionalmente, essa rota passava perto do centro da cidade e tinha um efeito de partição nos distritos de Gannow, Ightenhill, Whittlefield, Rose Grove e Lowerhouse, ao norte. As décadas de 1980 e 1990 viram uma expansão massiva de Ightenhill e Whittlefield, com a chegada de grandes conjuntos habitacionais, predominantemente em terras verdes.
O Século XXI trouxe alguns projetos de melhoria, notadamente o "Forest of Burnley", que plantou aproximadamente um milhão de árvores em toda a cidade e em seus arredores, e a criação da reserva natural local Lowerhouse Lodges.
Em junho de 2001, a cidade recebeu atenção nacional após uma série de distúrbios violentos decorrentes de tensões raciais entre alguns de seus residentes brancos e asiáticos.

## Governo

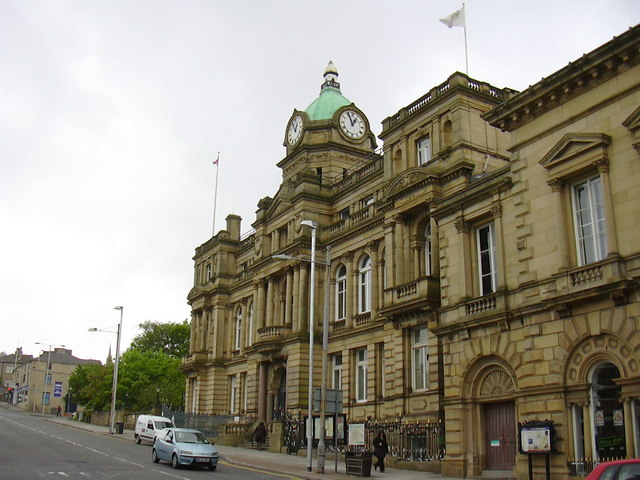
Burnley Town Hall, a prefeitura de Burnley

Burnley foi incorporada como um borough municipal (municipal borough) em 1861, e tornou-se, sob a Local Government Act 1888, um "borough do condado" (county borough) fora do condado administrativo de Lancashire. De acordo com a Local Government Act 1972, este status foi abolido, com a cidade sendo incorporada às áreas vizinhas para formar o distrito não metropolitano de Burnley.
Burnley tem três níveis de governo: As responsabilidades do governo local são compartilhadas pelo Burnley Borough Council e pelo Lancashire County Council; a nível nacional, a cidade dá o seu nome a uma cadeira no parlamento do Reino Unido e, como resultado, está sujeita ao Parlamento Europeu.

### Conselho do Borough
O Burnley Borough Council é, atualmente, governado por uma coalizão multipartidária. O cargo de prefeito é um posto cerimonial, que gira anualmente, sendo que para 2020-21 é ocupado pelo trabalhista Wajid Khan.
O Borough de Burnley compreende 15 Wards, sendo que 12 deles – Bank Hall, Briercliffe, Brunshaw, Coal Clough with Deerplay, Daneshouse with Stoneyholme, Gannow, Lanehead, Queensgate, Rosegrove with Lowerhouse, Rosehill with Burnley Wood, Trinity e Whittlefield with Ightenhill – localizam-se dentro da própria cidade de Burnley. Os três restantes – Cliviger with Worsthorne, Gawthorpe e Hapton with Park, cobrem a cidade vizinha de Padiham e outras aldeias.

### Conselho do Condado
O Lancashire County Council, que abrange todo o Condado de Lancashire, é controlado pelo Partido Conservador desde 2017. Eles tiveram apenas um outro mandato no comando local, entre 2009 e 2013, sendo que, no restante do tempo, desde 1981, o Conselho esteve sob o controle do Partido Trabalhista. O Borough de Burnley é representado na Casa por seis divisões: Burnley Central East, Burnley Central West, Burnley North East, Burnley Rural, Burnley South West e Padiham & Burnley West.

### Representação Nacional
O círculo eleitoral de Burnley elege um único membro do Parlamento Britânico, tendo sido Richard Shaw o primeiro a ocupar este posto, em 1868. Desde a eleição geral de 2019, a cidade é representada por Antony Higginbotham, seu primeiro parlamentar Conservador em mais de 100 anos. Anteriormente, Gordon Birtwistle, um liberal democrata, foi o único eleito, desde 1935, que não pertencia ao Partido Trabalhista. No entando, seu mais notável parlamentar foi o Líder da Oposição do Reino Unido e Prêmio Nobel da Paz, Arthur Henderson.

## Geografia

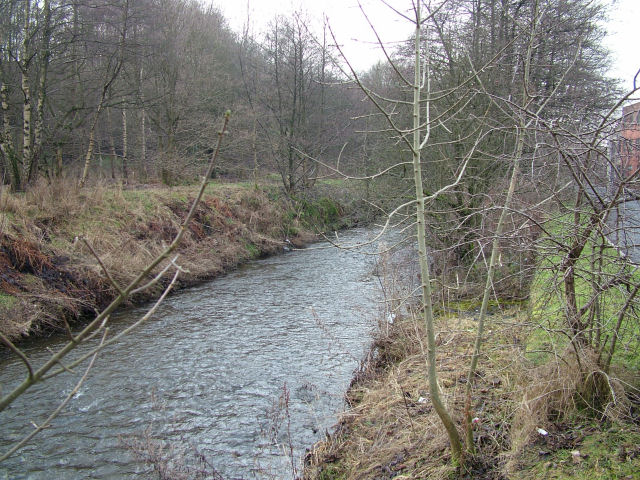
Trecho do Rio Brun

Burnley está localizada em um vale natural de três bifurcações na confluência dos rios Brun e do Calder, cercada por campos abertos, com charnecas selvagens em altitudes mais elevadas. À oeste estão as cidades de Padiham, Accrington e Blackburn, com Nelson e Colne ao norte. O centro da cidade está, aproximadamente, 118 metros (387 pé) àcima do nível do mar e 30 milhas (48 km) à leste da costa do Mar da Irlanda.
As áreas na cidade incluem: Burnley Wood, Rose Hill, Healey Wood, Harle Syke, Haggate, Daneshouse, Stoneyholme, Burnley Lane, Heasandford, Brunshaw, Pike Hill, Gannow, Ightenhill, Whittlefield, Rose Grove, Habergham e Lowerhouse. Embora Reedley seja considerado um subúrbio da cidade, na verdade faz parte do borough vizinho de Pendle.
Ao noroeste da cidade, fica o imponente Pendle Hill, lar das bruxas de Pendle, que se eleva a 557 metros (1 827 pé), além do qual se encontram Clitheroe e Ribble Valley. À sudoeste, Hameldon Hill sobe para 409 metros (1 342 pé), no topo dos quais estão o radar meteorológico Met Office, um transmissor de rádio da BBC e várias torres de comunicação de microondas. Este local foi o primeiro no Reino Unido escolhido para um radar meteorológico não tripulado, começando a operar em 1979; é um dos 18 que cobrem as Ilhas Britânicas. Além disso, desde 2007 as três turbinas do parque eólico Hameldon Hill estão em seu flanco norte. À leste da cidade fica Boulsworth Hill, de 511 metros (1 677 pé), e os pântanos dos Peninos do Sul e, ao sul, a Floresta de Rossendale. Nas colinas acima da área de Cliviger, à sudeste de Burnley, fica o parque eólico Coal Clough, cujas turbinas brancas são visíveis da maior parte da cidade. Construído em 1992, em meio à controvérsia local, foi um dos primeiros projetos do tipo no país. Perto dali está a famosa Singing Ringing Tree, escultura sonora movida a vento que se assemelha a uma árvore, ganhadora da Medalha de Ouro do Royal Institute of British Architects (RIBA), com vista da cidade a partir das colinas em Crown Point, instalada em 2006.
Devido ao seu terreno montanhoso e histórico de mineração, as áreas rurais da moderna Burnley invadem as áreas urbanas a menos de um quilômetro do centro da cidade no sul, noroeste e nordeste.
Várias trilhas circundam Burnley. O Pennine Way passa 10 km a leste da cidade; o Mary Towneley Loop, uma rota circular que faz parte do Pennine Bridleway, o Brontë Way (o "Fieldhead" no romance "Shirley", de Charlotte Bronte) e o Burnley Way oferecem aos pilotos e caminhantes rotas claramente sinalizadas pelo campo.

### Clima
| Mês                              | Jan    | Fev    | Mar    | Abr     | Mai     | Jun     | Jul     | Ago     | Set     | Out     | Nov    | Dez    |
| -------------------------------- | ------ | ------ | ------ | ------- | ------- | ------- | ------- | ------- | ------- | ------- | ------ | ------ |
| Temperaturas Mais Altas °C (°F)  | 7 (44) | 7 (44) | 9 (48) | 12 (53) | 15 (60) | 18 (64) | 20 (68) | 19 (67) | 17 (62) | 13 (55) | 9 (49) | 7 (44) |
| Temperaturas Mais Baixas °C (°F) | 2 (35) | 1 (34) | 3 (37) | 4 (40)  | 7 (45)  | 10 (49) | 12 (53) | 12 (53) | 10 (49) | 7 (45)  | 4 (39) | 2 (35) |
| Média Total de Chuva em mm       | 124    | 94     | 104    | 67      | 73      | 90      | 96      | 108     | 115     | 141     | 139    | 142    |
| Fonte: UK Met Office 2013.       |        |        |        |         |         |         |         |         |         |         |        |        |

Burnley tem um clima temperado marítimo, com verões relativamente frios e invernos amenos. Há chuvas regulares, mas geralmente leves, ao longo do ano, contribuindo para um nível de umidade relativamente alto. Embora a queda de neve ocorra ocasionalmente durante os meses de inverno, a temperatura raramente é baixa o suficiente para que ela se acumule no solo em qualquer quantidade. Acredita-se que a cidade seja o primeiro lugar no Reino Unido onde medições regulares de precipitação pluviométrica foram feitas (por Richard Towneley, a partir de 1677).

## Demografia

### População
O  Censo do Reino Unido de 2001 mostrou uma população residente total de 73.021 para a área urbana de Burnley. A cidade é o principal centro populacional da área urbana de Burnley-Nelson, que tem uma população estimada em mais de 150.000; para fins de comparação, é quase do mesmo tamanho que Oxford, Swindon ou Slough. Naquela época, a composição racial do Borough de Burnley era 91,77% de brancos e 7,16% de asiáticos, predominantemente de Bangladesh. Os maiores grupos religiosos eram cristãos (74,46%) e muçulmanos (6,58%). 59,02% dos adultos entre 16 e 74 anos foram classificados como economicamente ativos. No Censo de 2011, esses números mudaram para 87,4% brancos e 10,7% de asiáticos, com 63,6% se identificando como cristãos e 9,9% muçulmanos. A pesquisa populacional anual do ONS para o período de abril de 2013 a março de 2014 mostrou que 63,1% dos adultos com idades entre 16 e 64 anos foram classificados como economicamente ativos.
A maioria de seus residentes asiáticos vive nos distritos vizinhos de Daneshouse e Stoneyholme. No total, o tamanho de sua comunidade asiática é muito menor do que em cidades próximas, como Blackburn e Oldham.
| População | 106,322 | 103,157 | 89,258 | 85,400 | 84,987 | 80,559 | 76,489 | 73,021 |
| [ 34 ]    |         |         |        |        |        |        |        |        |

### Outros fatores
Em Fevereiro de 2010, o Lancashire Telegraph relatou que Burnley alcançou o topo das estatísticas do Ministério do Interior para o maior número de roubos per capita para Inglaterra e País de Gales entre abril de 2008 e abril de 2009. Esta alegação foi repetida durante uma das perguntas no primeiro dos debates televisionados das eleições gerais de 2010. No entanto, em maio de 2010, o sistema de mapeamento do NPIA (que se acredita ser a fonte dos dados do relatório) listou uma queda de 49,5% nesta taxa em relação ao ano anterior.
Burnley tem alguns dos preços de imóveis mais baixos do país, com várias ruas aparecendo no relatório anual mouseprice.com sobre as ruas com valores mais acessíveis na Inglaterra e País de Gales. Essas ruas estão concentradas em áreas de moradias em terraço em bairros mais pobres adjacentes ao centro da cidade. Entre 2005 e 2010, aproximadamente £65 milhões de fundos do governo foram investidos nessas áreas por meio da empresa de renovação do mercado imobiliário Elevate East Lancashire (substituída pela Regenerate Pennine Lancashire em 2010).

## Economia

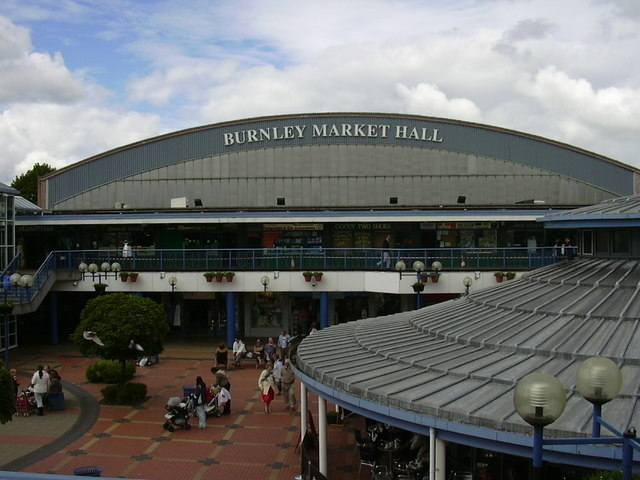
Burnley Market

Em 2013, Burnley recebeu o prêmio Enterprising Britain, do governo do Reino Unido, como a Área Mais Empreendedora do Reino Unido. Esta honraria, posteriormente, recebeu elogios do então primeiro-ministro britânico, David Cameron, e de Sua Alteza Real, o Príncipe de Gales.
Uma série de projetos de reformas de alto padrão, incluindo uma ligação ferroviária direta para Manchester, uma vila de abastecimento aeroespacial e um investimento multimilionário no antigo coração industrial Vitoriano por meio de um projeto chamado On The Banks, estão transformando radicalmente a economia local. Embora a manufatura tradicional esteja em declínio na cidade há várias décadas, a manufatura avançada de ponta continua muito forte. O Secretário de Estado para Negócios, Energia e Estratégia Industrial, Vince Cable, disse em 2013: "Burnley, no norte de Lancashire, está atualmente prosperando economicamente devido à fabricação e proximidade com a indústria aeroespacial." Cable elogiou a cidade novamente em 2014, dizendo: "Se todas as outras partes da Grã-Bretanha fossem como Burnley, não estaríamos falando de uma recessão".
A última mina de carvão profunda, Hapton Valley Colliery, foi fechada em fevereiro de 1981 e a última usina movida a vapor, Queen Street Mill, em 1982. Nas duas décadas seguintes, as três maiores indústrias de Burnley fecharam suas fábricas: Burnley Engineering Products (BEP), em 1992, Prestige, em julho de 1997, e Michelin, em 2002. O crescimento do emprego entre 1995 e 2004 a colocou em 55º entre as 56 maiores cidades da Inglaterra, e em 2007 era o 21ª autoridade local mais carente no Reino Unido (entre 354). Em 2016, um estudo da Fundação Joseph Rowntree coloca Rochdale, Burnley e Bolton no topo de uma lista das 74 maiores cidades do Reino Unido com pior desempenho em comparação com as tendências do país. 10,1% da sua população em idade ativa requer atualmente benefícios por invalidez e Seguro-desemprego, contra uma média nacional de 6,2%. O maior setor de emprego na cidade é agora a saúde (21%), seguido pela manufatura (16%).
A empresa de compras diretas Shop Direct, anunciou em janeiro de 2010, que fecharia seu call center em Burnley, com a perda de 450 empregos. A empresa, proprietária das marcas Littlewoods, Additions Direct, Very, Empire Stores e Marshall Ward, estava na cidade há mais de 30 anos, originalmente como Great Universal Stores, mas agora conhecida como GUS plc.
Os desenvolvimentos econômicos modernos abrangem parque industriais e comerciais como Heasandford, Rossendale Road e Healeywood Industrial Estates; Network 65, Shuttleworth Mead, Smallshaw & Chestnut, Elm Street e Gannow Business Parks; e Burnham Gate Trading Estate. Um outro grande parque empresarial chamado Burnley Bridge, em um local próximo a Hapton, anteriormente pertencente à Hepworth Plastics foi inaugurado recentemente.
Os principais empregadores de manufatura hoje estão em campos altamente especializados: Safran Aircelle (aeroespacial), subsidiária da GE Unison Engine Components (aeroespacial), AMS Neve (áudio profissional) e TRW Automotive e Futaba-Tenneco UK (componentes automotivos). Em 2011, a Gardner Aerospace, que fabricava peças ou o caça-bombardeiro Eurofighter Typhoon, fechou as portas, com a perda de 120 empregos. A cidade também tem uma longa associação com a seguradora Endsleigh Insurance, sendo a sede de seu principal centro de treinamento e um importante call center. A empresa adquiriu várias propriedades no centro da cidade, pertencentes à antiga Burnley Building Society, após sua fusão com a Provincial Building Society e a subsequente fusão com a Abbey National. Burnley também abriga a sede da rede de lojas de departamento The Original Factory Shop. Em 2004, o Lancashire Digital Technology Center foi inaugurado por Sir Digby Jones, em um terreno anteriormente ocupado pela fábrica da Michelin, para fornecer suporte e espaço de incubação para startups de tecnologia. O restante do antigo local da Michelin recentemente deu lugar ao Innovation Drive, um novo parque empresarial voltado para empresas da cadeia de suprimentos aeroespaciais e manufatura avançada.
A principal área comercial de Burnley é a St James Street onde, além do comércio de rua, está localizado o Charter Walk Shopping Center. O local havia sido vendido em 2001 pela empresa de desenvolvimento e investimento imobiliário Great Portland Estates para a Sapphire Retail Fund, e foi comprado em março de 2011 pela Addington Capital após o colapso da Sapphire em 2010. O Charter Walk incorporou também o Burnley Market, que está aberto quatro dias por semana. O YMCA afirmou ter aberto a maior loja de caridade no Reino Unido em 2009, quando assumiu temporariamente a antiga loja da Woolworths localizada no Shopping.

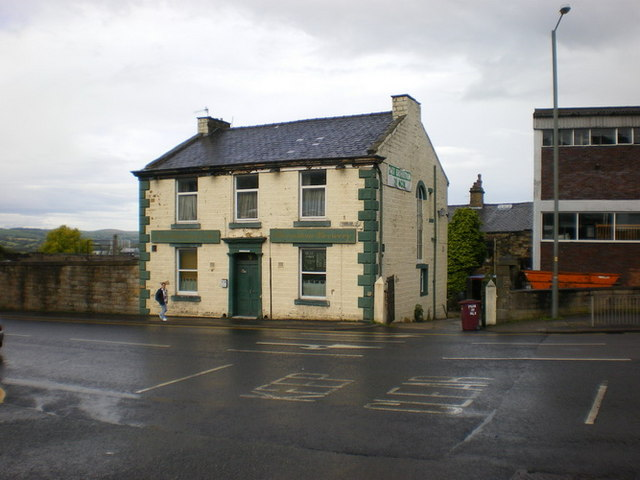
"The Ministry of Ale", em Trafalgar St., primeiro Brewpub de Burnley, e casa da Cervejaria Moonstone.

O centro da cidade é o lar de um grande número de lojas, incluindo de uma livraria independente. No limite do centro da cidade, existem quatro parques de varejo, além de várias lojas de outlets. Desde 2004, existem planos para construir um segundo shopping center em Burnley, originalmente chamado de The Oval. No entanto, qundo um número suficiente de inquilinos havia se inscrito para iniciar a construção, os efeitos da crise financeira lançaram dúvidas sobre o projeto. No início de 2011, novos planos foram lançados para um esquema consideravelmente menor, envolvendo um grupo de unidades de varejo. Assim como a Woolworths, a crise financeira também levou ao fechamento de várias outras lojas nos últimos anos, incluindo TJ Hughes, Miss Selfridge e HMV. Mas a cidade ganhou novos nomes de grandes unidades de varejo, incluindo Next e River Island.
A cervejaria local Moorhouse's, fundada em 1865, produz uma variedade de cervejas premiadas - incluindo as muito populares Pride of Pendle e Blond Witch - e atualmente opera seis pubs na região. A Worsthorne Brewing Company produz uma série de barris, incluindo Chestnut Mare, Packhorse, Foxstones Bitter, Some Like It Blonde, Old Trout, Collier's Clog e Winter Ales. A Cervejaria Moonstone é operada dentro do "Ministry of Ale", primeiro Brewpub (bar que produz a própria cerveja no local e só as vende ali} de Burnley. A Reedley Hallows Brewery, cujas cervejas incluem Old Laund Booth e Pendleside, foi lançada em 2012 por um ex-chefe cervejeiro da Moorhouses.

## Religião

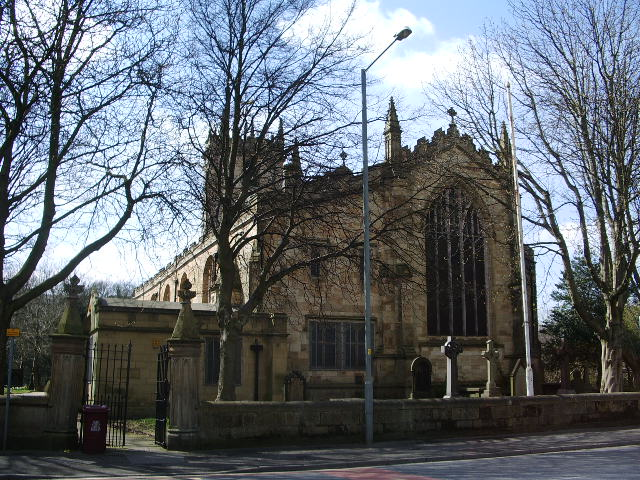
St Peter's Church, localizada na Church Street

A Igreja de São Pedro (St Peter's Church), em torno da qual a cidade se desenvolveu, data do século XV e foi considerada um edifício listado como Grau II pelo Patrimônio Histórico Inglês. A Igreja de St Andrew, em Colne Road, foi construída em 1866-67, segundo um projeto de John Medland Taylor, e foi restaurada em 1898 pelos arquitetos Austin e Paley, de Lancashire. Este é outro edifício tombado classificado de Grau II. Existem muitos outros locais de culto, incluindo aqueles para católicos romanos, batistas, Igreja Reformada Unida, Metodistas, Testemunhas de Jeová, Mórmons e Espiritualistas.
A capela em Towneley Hall foi o centro do culto católico romano em Burnley até os tempos modernos. Bem antes da Revolução Industrial, a cidade viu o surgimento de muitas igrejas e capelas não conformistas. Em 1891, a cidade foi o local do encontro que viu a criação da União Batista da Grã-Bretanha e Irlanda.
Burnley possui, atualmente, dez mesquitas, com as primeiras instalações construídas para tal propósito sendo inauguradas em 2009. Um total de 17 edifícios ou estruturas religiosas são designados como edifícios tombados, todos de Grau II, pelo Patrimônio Inglês.

## Marcos

### Canal de Leeds e Liverpool
Ao longo da seção de Burnley do Canal de Leeds e Liverpool, existem várias características notáveis. A barragem de 1 120
-metro (3 675 pé) de comprimento e até 18,25
-metro (60 pé) de altura, quase perfeitamente nivelada, conhecida como Straight Mile, foi construída entre 1796 e 1801 (antes, portanto, da invenção da escavadeira a vapor), para evitar a necessidade de bloqueios. É considerada uma das sete maravilhas originais dos canais britânicos. O aqueduto da rodovia Whittlefield, muito mais moderno (1980), é creditado como tendo sido a primeira vez que um aqueduto de canal foi construído sobre uma rodovia no Reino Unido.

### Triângulo dos Tecelões
O Triângulo dos Tecelões (Weavers' Triangle) é uma área a oeste do centro de Burnley, consistindo principalmente de edifícios industriais do século XIX, agrupados ao redor do Canal de Leeds e Liverpool. A área foi identificada como de interesse histórico significativo, uma vez que as fábricas de algodão e edifícios associados marcaram o desenvolvimento social e econômico da cidade e sua indústria de tecelagem. Desde a década de 1980, a área tem sido o foco de grandes esforços de reconstrução.

### Singing Ringing Tree

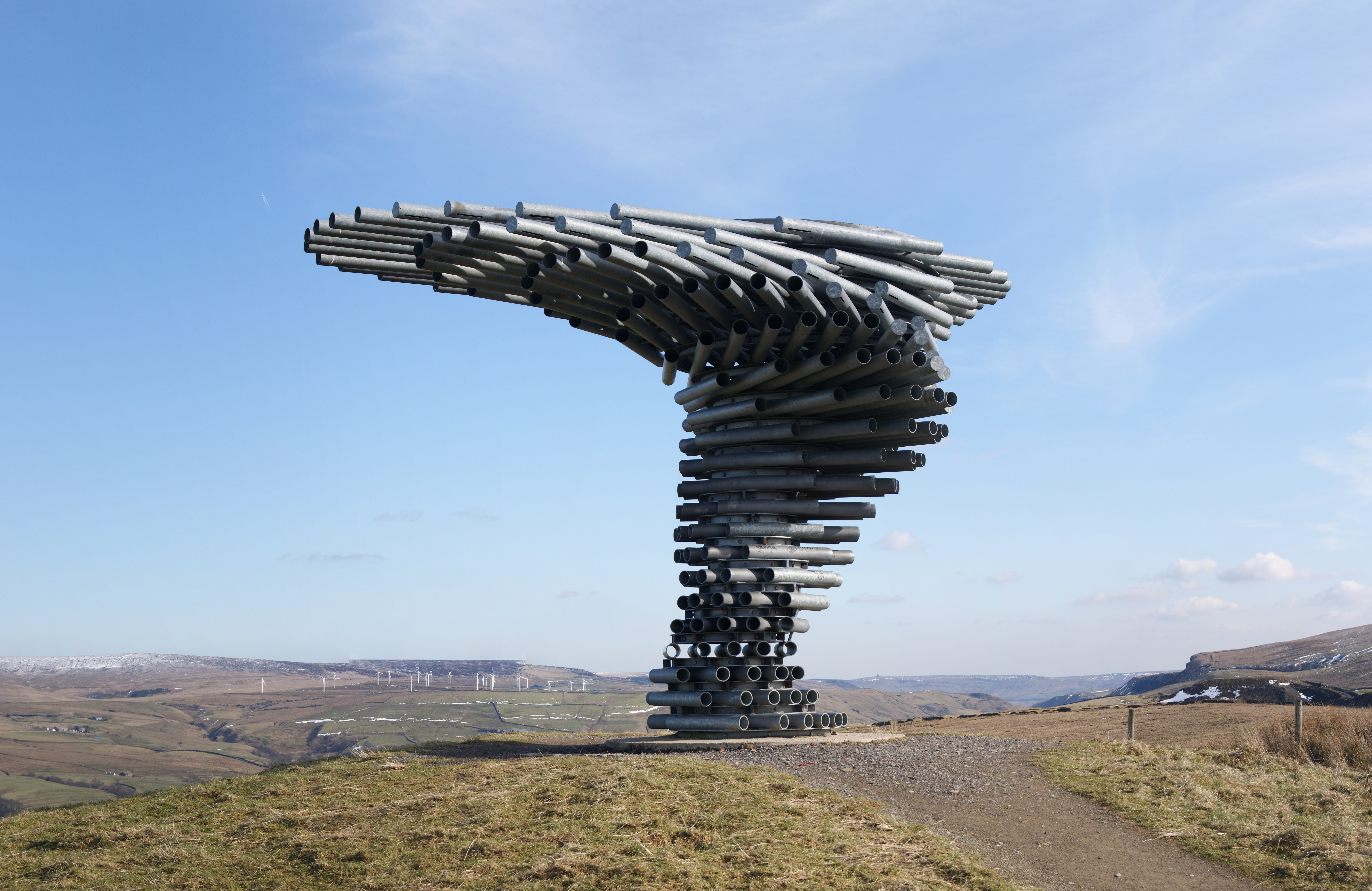
Singing Ringing Tree, com vista para Burnley

Singing Ringing Tree é uma escultura de som movida a vento semelhante a uma árvore, situada na paisagem dos Peninos, 3.2 km ao sul do centro da cidade de Burnley.
Concluída em 2006, faz parte da série de quatro esculturas do projeto de renovação e artes Panópticos, criado pela East Lancashire Environmental Arts Network (ELEAN). O projeto foi criado para erguer uma série de marcos do século XXI, ou Panópticos (estruturas que fornecem uma visão abrangente), em East Lancashire, como símbolos do renascimento da área.
Projetado pelos arquitetos Mike Tonkin e Anna Liu, da empresa Tonkin Liu, de Londres, a Singing Ringing Tree é uma construção de 3m de altura que compreende tubos de aço galvanizado, que aproveita a energia do vento para produzir uma cobertura de som de coral ligeiramente discordante e penetrante em um intervalo de várias oitavas. Alguns dos tubos são, principalmente, elementos estruturais e estéticos, enquanto outros foram cortados em sua largura para permitir o som. As qualidades harmônicas e de canto da árvore foram produzidas afinando os tubos de acordo com seu comprimento, adicionando orifícios na parte inferior de cada um.

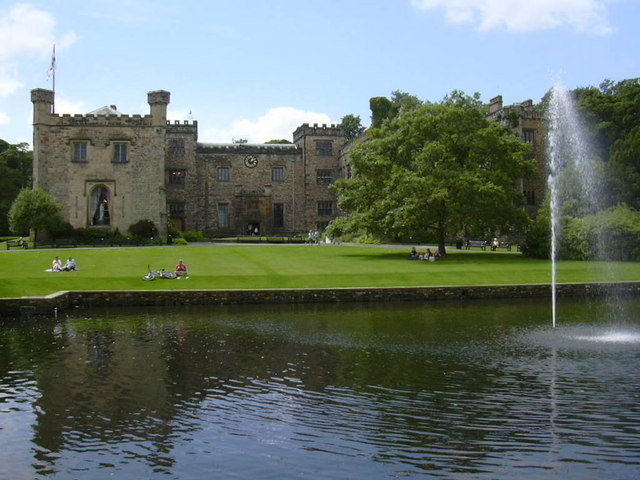
Towneley Hall, em Towneley Park, extremo leste da cidade de Burnley

Em 2007, a escultura foi uma das 14 vencedoras da Medalha de Ouro do Royal Institute of British Architects (RIBA) por excelência arquitetônica.

### Towneley Hall
Towneley Hall foi o lar da família Towneley por mais de 500 anos. Vários membros tiveram influência no desenvolvimento científico, tecnológico e religioso ocorrido nos séculos XVII e XVIII. A linhagem masculina da família morreu em 1878 e, em 1901, uma das filhas, Lady O'Hagan, vendeu a casa junto com 62 acre(s)s (25 ha) de terra para a Burnley Corporation. O salão contém as vestimentas da Abadia de Whalley do século XV e tem sua própria capela, com um retábulo de talha fina feito na Antuérpia por volta de 1525.

## Transportes

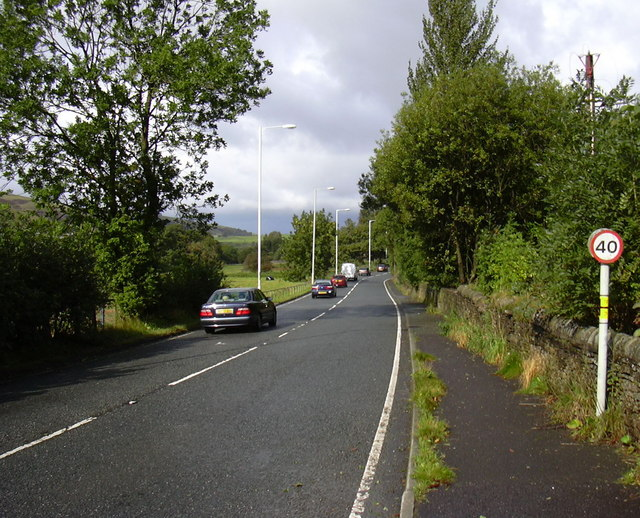
Estrada A646, em Burnley

Burnley é servida pelas junções 9, 10 e 11 da autoestrada M65, que segue para oeste até Accrington, Blackburn e Preston (onde se conecta à M6, e para o nordeste em direção a Nelson e Colne. Do centro da cidade, a A646 vai para Todmorden, a A679 para Accrington, a A671 para Clitheroe e a A682 (uma seção rural que já foi classificada como a estrada mais perigosa da Grã-Bretanha) ao sul para Rawtenstall e nordeste para Nelson e Yorkshire Dales. A autoestrada A56 contorna a extremidade oeste da cidade, ligando-se à autoestrada M66 em direção a Manchester, e à M62.
Os serviços ferroviários que chegam e partem de Burnley são fornecidos pela Northern. A cidade tem quatro estações ferroviárias: Burnley Manchester Road, Burnley Central, Burnley Barracks e Rose Grove. Uma quinta estação, Hapton, serve Padiham e Hapton a oeste da cidade, mas dentro do borough de Burnley. A estação de Manchester Road tem um serviço semi-rápido de hora em hora a oeste para Preston (a estação mais próxima na West Coast Main Line) e para a estação Blackpool North e a leste para Leeds e York, enquanto as estações Central e Barracks fornecem um serviço de parada de hora em hora a oeste para Blackpool South e Preston, e a leste de Nelson e Colne.

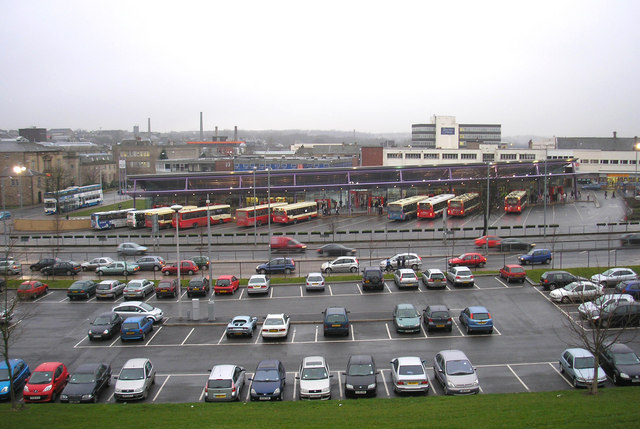
Estação rodoviária de Burnley em 2007

Em maio de 2015, um serviço de trem direto para Manchester e depois para a estação Wigan Wallgate, em Wigan, foi reinstalado, passando a fornecer uma rota direta para Manchester Victoria pela primeira vez em mais de cinquenta anos, com a construção de um pequeno trecho de trilhos na junção Hall Royd da Caldervale Line (conhecida como Todmorden Curve). Isso reduziu o tempo de viagem entre Burnley e o centro de Manchester, que antes era de cerca de 1 hora e 25 minutos via Blackburn e Bolton e 1 hora e 4 minutos via Hebden Bridge, para aproximadamente 45 minutos via Todmorden e Rochdale, onde conexões do Metrolink (o serviço de VLT de Manchester) via Oldham são possíveis. Em preparação para este novo serviço direto, um novo edifício da estação de Manchester Road, incluindo uma bilheteria e salas de espera, foi concluído, tornando-a a nova estação principal da cidade.

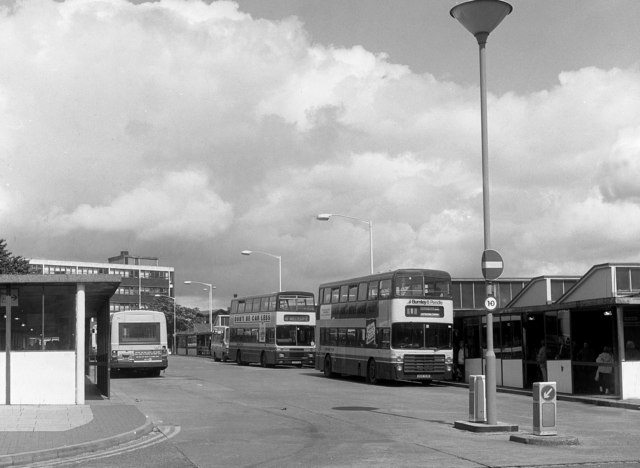
Estação rodoviária de Burnley na década de 1990

A estação rodoviária de Burnley, projetada pela empresa SBS Architects, com sede em Manchester, venceu o prêmio UK Bus Award for Infrastructure, em 2003. A principal operadora de ônibus é a Burnley Bus Company, com a Tyrer Bus operando alguns serviços municipais licitados. Outros serviços são fornecidos pela First Greater Manchester (linhas 589 para Rochdale, 592 para Halifax), Blackburn Bus Company (152 para Preston) e Rosso (483 para Bury). A National Express opera três serviços de ônibus para Londres diariamente, e um para Birmingham. A cidade também possui boas conexões de ônibus para Manchester. O serviço Witch Way X43 (operado pela Burnley Bus Company) vai de Skipton a Manchester via Barnoldswick, Colne, Nelson, Burnley, Rawtenstall e Prestwich, usando uma frota de ônibus de dois andares de marca especial. As viagens mais rápidas demoram 59 minutos. Aos domingos, o serviço costumava continuar mais adiante de Skipton para a cidade vizinha de Grassington, em Yorkshire Dales, mas em 2019 foi substituído por um serviço Skipton-Grassington operado pela Keighley Bus Co.
Burnley não possui aeroporto próprio, mas existem quatro aeroportos internacionais a cerca de uma hora da cidade: o Aeroporto de Manchester a 31 milhas (50 km), o Liverpool John Lennon a 41 milhas (66 km), o de Leeds Bradford a 24 milhas (39 km), e o de Blackpool a 33 milhas (53 km).

## Cultura e Entretenimento

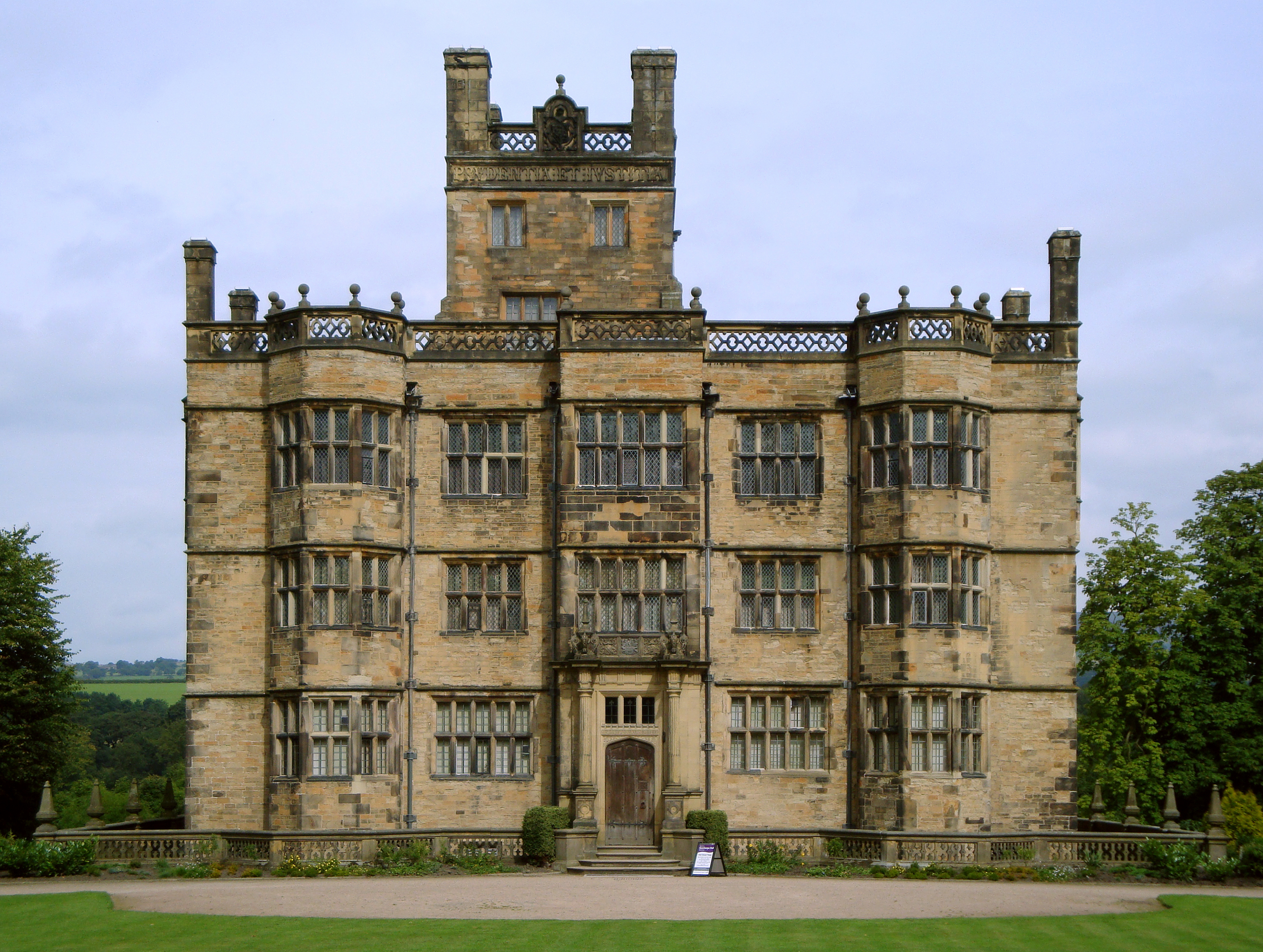
Gawthorpe Hall, em Padiham

### Museus e galerias
Nos arredores da cidade há galerias em duas casas senhoriais: a Towneley Hall, de propriedade do Conselho de Burnley, e a Gawthorpe Hall, em Padiham, que é propriedade do Conselho do Condado de Lancashire e administrado pelo National Trust. Há também dois museus locais: o Weavers' Triangle Trust opera o Centro de Visitantes e o Museum of Local History, nos arredores históricos do Triângulo dos Tecelões, enquanto o Queen Street Mill Textile Museum é o único galpão de tecelagem de algodão movida a vapor do mundo ainda sobrevivente.
O Mid Pennine Arts foi fundamental no projeto Panopticons e realizaram exposições e projetos de aprendizagem criativa em toda a cidade e em áreas mais amplas.

### Parques
Existem vários grandes parques na cidade, incluindo Towneley Park, que já foi o parque de cervos para o Towneley Hall no século XV, Queens Park, que hospeda uma temporada de verão de shows de bandas de metais anualmente, e Thompson Park, que tem um lago com barcos e uma ferrovia em miniatura. Os outros parques incluem Scott Park, Ightenhill Park e Thursby Gardens. Uma rota verde ligando a Estação Central de Burnley ao longo de uma antiga linha mineral e incorporando a antiga mina de carvão Bank Hall e o aterro recuperado em Heasandford, se estendendo para fora da cidade em direção ao lago Rowley. O lago foi construído na década de 1980 como um meio de desviar o rio Brun das antigas minas que estavam causando poluição significativa do rio.

### Atividades

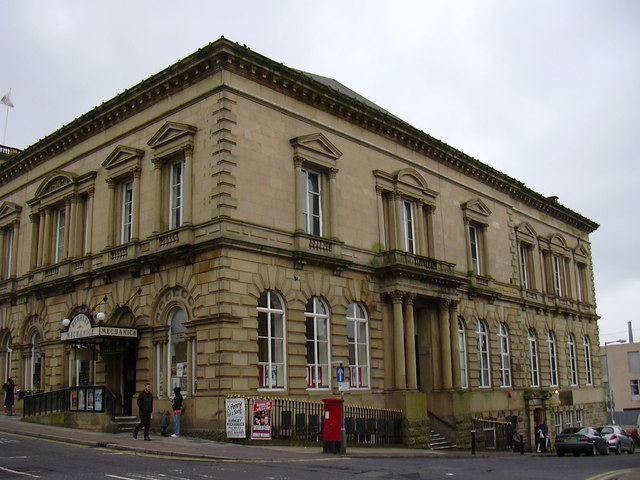
Teatro Burnley Mechanics, originalmente chamado Mechanics' Institute

Há um moderno centro de boliche de dez pinos com 24 pistas em Finsley Gate. Há também um cinema multiplex com 9 telas inaugurado em 1995 (com três telas 3D a partir de 2010), operado pela Reel Cinemas. O teatro da cidade, batizado como Burnley Mechanics em homenagem ao seu antigo uso como Instituto de Mecânica, hospeda comediantes em turnê, eventos musicais e teatro amador. Em 2005, o Burnley Youth Theatre mudou-se para um segundo espaço de apresentações de £1,5 milhão, próximo ao Queen's Park, um dos dois únicos teatros para jovens no Reino Unido e construído especialmente para esse fim.

### Festivais
Todos os anos Burnley hospeda o Burnley International Rock and Blues Festival, evento que dura dois dias e foi realizado pela primeira vez em 1988, com o nome de Burnley National Blues Festival. Após ser renomeado, passou da Páscoa para o Feriado Bancário do início de maio, além de introduzir um novo logotipo, site e marca, em uma tentativa de atrair públicos novos e mais jovens, e para encorajar a participação em toda a cidade com o tema "Pequena América". É um dos maiores festivais de blues do país, atraindo fãs de toda a Grã-Bretanha e de outros lugares para acompanhar os shows espalhados pela cidade. Na década de 1970, Burnley também era um local importante para o Northern soul, sendo que vários pubs locais ainda realizam noites dedicadas ao gênero regularmente. Nos últimos anos, a cidade também sediou o Burnley Balloon Festival, evento anual em Towneley Park, e um festival de ciências no campus local da UCLan. Um parque de diversões geralmente acontece por volta do segundo fim de semana de julho no Fulledge Recreation Ground, que também é o local da principal celebração da Noite de Guy Fawkes.

### Vida noturna

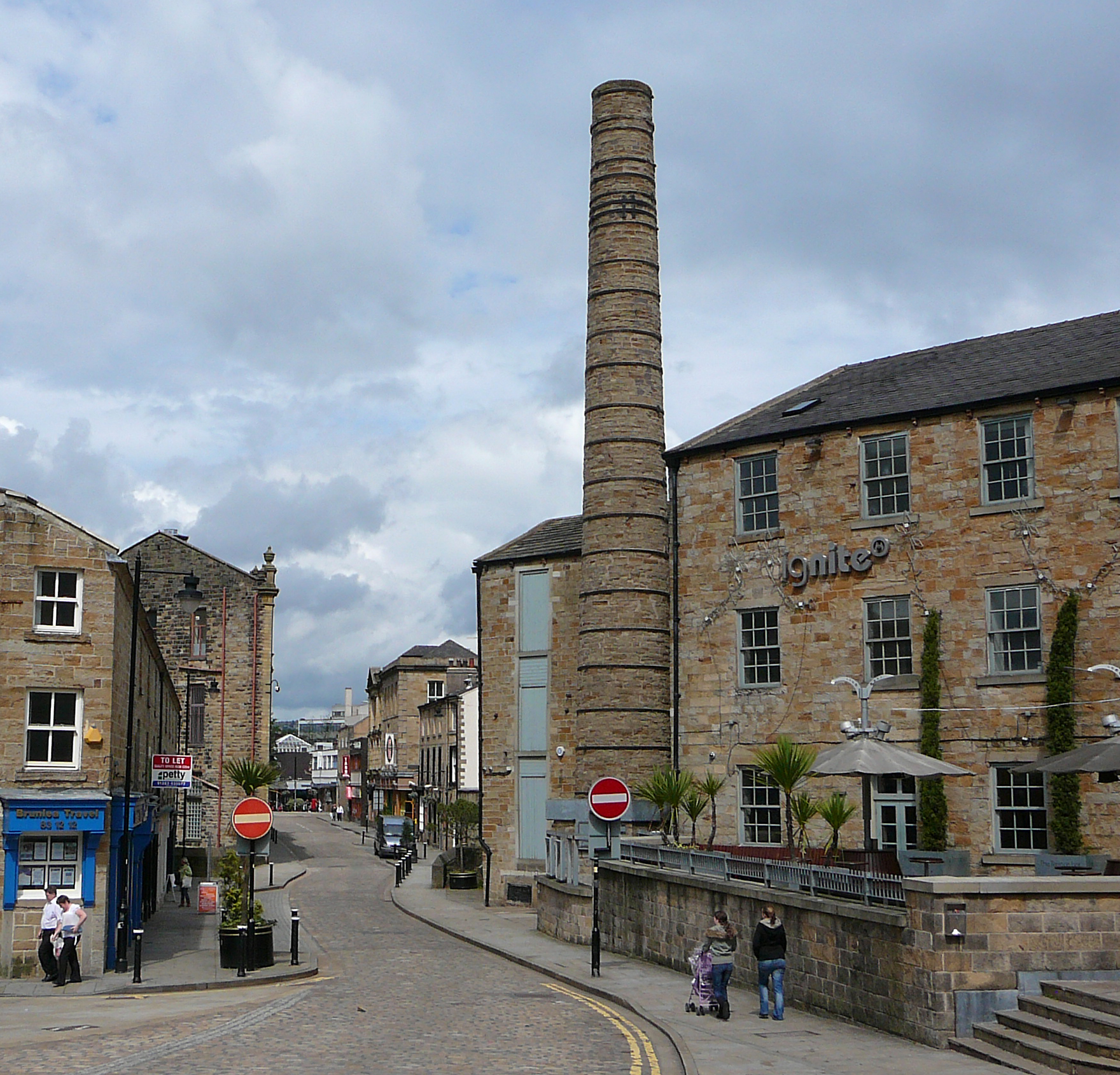
Hammerton Street, uma das principais regiões da vida noturna de Burnley

Os principais bares e boates em Burnley incluem Panama's, Genesis, Projekt, BB11, Koko's, the Mix, Pharaoh's, The Jungle, Mr Green's, Mojitos, Remedy, Smackwater Jack's Bar, Inside-Out e Sanctuary Rock Bar. Existem também bares de propriedade de redes, como Wetherspoons e Walkabout. Lava & Ignite, que era uma casa noturna líder, fechou em 2014. A Curzon Street também era o local da lendária boate Angels.
Burnley tem uma pequena cena LGBTQI+, centrada no showbar Guys as Dolls, localizado na St James Street. Em 1971, a concessão de uma licença para o primeiro clube gay da cidade, o The Esquire, causou considerável controvérsia, com o vice-líder conservador do Conselho local, Alderman Frank Bailey, sugerindo que o prédio fosse comprado para impedir o plano.
Bénédictine e água quente, conhecida localmente como "Bene 'n' Hot", é uma bebida popular no leste de Lancashire, depois que soldados estacionados na Normandia durante a Primeira Guerra Mundial trouxeram de volta o gosto por ela. O Burnley Miners' Club é considerado o maior consumidor mundial deste famoso licor francês, possuindo seu próprio Bénédictine Lounge.

### Mídia
A rádio local de Burnley e arredores é fornecida atualmente pela Capital Manchester e Lancashire (anteriormente 2BR) e pela BBC Radio Lancashire.
Existem dois jornais locais: o Burnley Express, publicado às terças e sextas-feiras, e o diário Lancashire Telegraph, que publica uma edição local para Burnley e Pendle. Dois jornais gratuitos patrocinados por anúncios, The Citizen e The Reporter, são distribuidos nas residências em toda a cidade.
Burnley foi um dos sete locais escolhidos para fazer parte da iniciativa The Big Art Project, do Channel 4, no qual um grupo de 15 jovens de toda a cidade contratou o coletivo artístico Greyworld para criar uma obra de arte pública. A obra, chamada de "Invisible", é uma série de pinturas UV espalhadas pelo centro de Burnley exibindo heróis públicos.

### Aparições no cinema e TV
Partes do filme britânico de 1961 Whistle Down the Wind, e as séries de televisão da BBC All Quiet on the Preston Front e Juliet Bravo, foram filmadas na cidade. A estação do Corpo de Bombeiros de Burnley foi o local dos Serviços Sociais na primeira série de Juliet Bravo, e a Burnley Library foi usada para tomadas externas do tribunal de magistrados na mesma série. Vários locais na cidade foram usados na comédia dramática da BBC Hetty Wainthropp Investigates, entre 1996 e 1998. Ashfield Road foi usada como locação de filme no filme de 1951, The Man in the White Suit.
O museu têxtil Queen Street Mill foi usado para uma cena no filme vencedor do Oscar 2010, The King's Speech,  e para cenas na dramatização do romance North and South, de Elizabeth Gaskell, realizada pela BBC em 2004, bem como Life on Mars (S1 E3; 2006). Também apareceu nos seguintes documentários da BBC: Fred Dibnah's Industrial Age (E2; 1999), What the Victorians Did for Us (E1; 2001), de Adam Hart-Davis, e The Victorians (2009), de Jeremy Paxman, bem como em Who Do You Think You Are? (Episódio Bill Oddie), Flog It e The Re-Inventors, da UKTV History (2006).
Towneley Hall é apresentada na comédia dramática da BBC Casanova (2005). O quiz sobre antiguidades da BBC Antiques Master atualmente é filmado lá.
O aterro do Canal é mostrado no documentário Locks and Quays (S2 E9; 2007), da ITV, e duas famílias de Burnley foram apresentadas em outra série da mesma emissora, 60 Minute Makeover (S6 E28 e S7 E70).

## Esportes
O cenário esportivo da cidade é dominado pelo Burnley FC. Fundado em 1882, o clube manda seus jogos no Turf Moor desde o ano seguinte à sua criação, onde o público atualmente é, em média, de mais de 20.000 espectadores por jogo. O clube é muito bem apoiado pela cidade, detendo o recorde de maior proporção de comparecimento às partidas em relação ao tamanho da população local, na Inglaterra. Foi um dos 12 membros fundadores da Football League, em 1888, e é um dos cinco clubes do futebol ingês a ter sido campeão de todas as quatro divisões da liga profissional (junto com Wolverhampton, Preston North End, Sheffield United e Portsmouth). Apelidados de The Clarets, retornaram à Premier League na temporada 2009-10, quebrando um hiato de 33 anos longe da divisão principal do futebol inglês, e 50 anos depois de terem sido campeões nacionais. Voltaram a disputar à Premier League nas temporadas de 2014-15 e depois em 2016-17, não voltando a serem rebaixados desde então.
No críquete, esporte extremamente popular no Reino Unido, existem dois membros da Lancashire Cricket League na cidade. O Burnley Cricket Club joga suas partidas domésticas no Turf Moor, sendo seu campo adjacente ao de futebol, enquanto o Lowerhouse Cricket Club joga no Liverpool Road. O jogador de críquete ingês James Anderson começou sua carreira no Burnley Cricket Club, e o meteorologista John Kettley também já jogou para eles.
Burnley também é a casa do Burnley Rugby Club (anteriormente Calder Vale Rugby Club, entre 1926 e 2001). Eles colocam três times seniores, com times na maioria das categorias de juniores, e atuam em Holden Road. A modalidade Rugby League é representada na cidade pelo Burnley & Pendle Lions RLFC. Eles treinam e jogam no Prairie Sports Village e disputam, atualmente, a North West Merit League.
A cidade possui ainda um time de futebol americano, o Burnley Tornados. Também já foram realizadas corridas de galgos e de motos no antigo Towneley Stadium, que existiu entre 1927 e 1935.
Burnley tem boas instalações esportivas públicas para uma cidade de seu porte. O St Peter's Center, orçado em £29 milhões e inaugurado em 2006, oferece natação, quadras de squash e uma sala de ginástica, enquanto o complexo Spirit of Sport inclui um grande pavilhão esportivo e várias quadras cobertas e externas sintéticas. Há uma pista de atletismo ao ar livre em Barden Lane, onde se encontra o Burnley Athletic Club. Para os amantes do golfe, existem campos municipais de 9 e 18 buracos no Towneley Park, juntamente com um campo de pitch and putt de 18 buracos. O Burnley Golf Club possui um campo particular em Habergham Eaves, estabelecido em 1905. Existem quadras de tênis em Towneley Park e no Burnley Lawn Tennis Club, bem como onze campos de lawn bowls ao redor da cidade, e um parque de skate em Queens Park, inaugurado em 2003 ao custo de de £235.000. Também há basquete, espeleologia e judô em clubes da cidade. Em 2001, o Crow Wood Leisure Centre, um clube de lazer privado, foi estabelecido na zona rural, oferecendo uma combinação de instalações de fitness e esportes equestres e de raquete.

## Educação

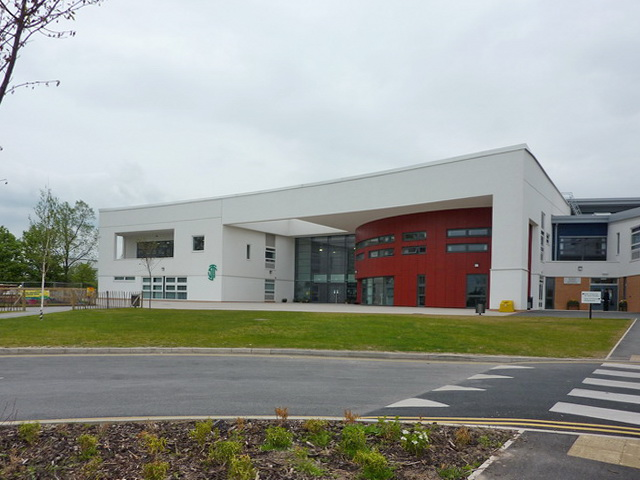
Sir John Thursby Community College, na Eastern Ave.

A Burnley Grammar School foi instalada, inicialmente, na St. Peter's Church, em 1559, com seu primeiro diretor sendo um ex-padre da capela, Gilbert Fairbank. Em 1602, John Towneley pagou a construção de uma nova escola no adro da igreja; a escola mudou-se novamente em 1876, para um novo prédio em Bank Parade, que ainda pode ser visto hoje. A primeira escola técnica, localizada em Elizabeth Street, foi erguida em 1892. A escola equivalente para meninas, Burnley Girls' High School, foi fundada em 1909 em um local em Ormerod Road (junto com a Escola Técnica e a Escola de Arte), mudando-se para Kiddrow Lane na década de 1960. O sistema tripartido de educação estabelecido pela Education Act de 1944 afetou Burnley das seguintes maneiras: foram estabelecidas a Heasandford Technical High School for Girls (para meninas) e Towneley Technical High School for Boys (para meninos) (a Burnley Technical High School surgiu em 1956 pela fusão das duas), assim como as escolas secundárias modernas de Barden, Burnley Wood, Rosegrove e St. Mary (Católica Romana). O borough completou sua transição para o modelo de Escola Abrangente em 1981.
Em 2003, foi elaborado um plano para substituir todas as escolas secundárias da cidade como parte da primeira onda de um programa nacional financiado pelo Department for Education and Skills denominado Building Schools for the Future ("Construíndo Escolas para o Futuro", em tradução livre). O financiamento foi garantido em 2004, e as novas escolas foram abertas em 2006 (nos prédios de seus predecessores). Hoje ainda existem quatro escolas secundárias para jovens entre 11 e 16 anos.
University Technical College Lancashire foi uma escola técnica para jovens de 14 a 19 anos inaugurada em setembro de 2013, seguindo o modelo britânico conhecido como University Technical College (UTC), onde uma instituição de ensino secundário é liderada por uma universidade patrocinadora e mantém laços estreitos com empresas e indústrias locais. No entanto, fechou às portas em Agosto de 2017, devido à baixa demanda.
O Burnley College tem sua herança em meados do século XIX e é o principal provedor de ensino superior do borough, oferecendo uma ampla gama de 40 cursos "A-Levels", uma gama de cursos vocacionais avançados e treinamento profissional. Os cursos de aprendizagem proporcionaram mais de 1000 vagas de aprendizagem locais em 2013, em diversas empresas de Lancashire. O Burnley College, em parceria com a University of Central Lancashire (UCLan Burnley), também oferece educação de adultos e outros 70 cursos de graduação.
Em 2009, mudou-se para um novo campus de £80 milhões (também em parceria com a UCLan), próximo a Princess Way. Alcançou o status de "Excelente" (Outstanding) na inspeção OFSTED daquele ano.
Posteriormente, a instituição de caridade Mohiuddin Trust comprou o antigo local do College por £2 milhões e abriu o Mohiuddin International Girls' College em outubro de 2010.

## Personalidades

### Artes
Keith Coventry, vencedor do Prêmio John Moores de Pintura em 2010, nasceu e foi educado na cidade. O aquarelista Noel Leaver estudou, e depois lecionou, na antiga Burnley School of Art.

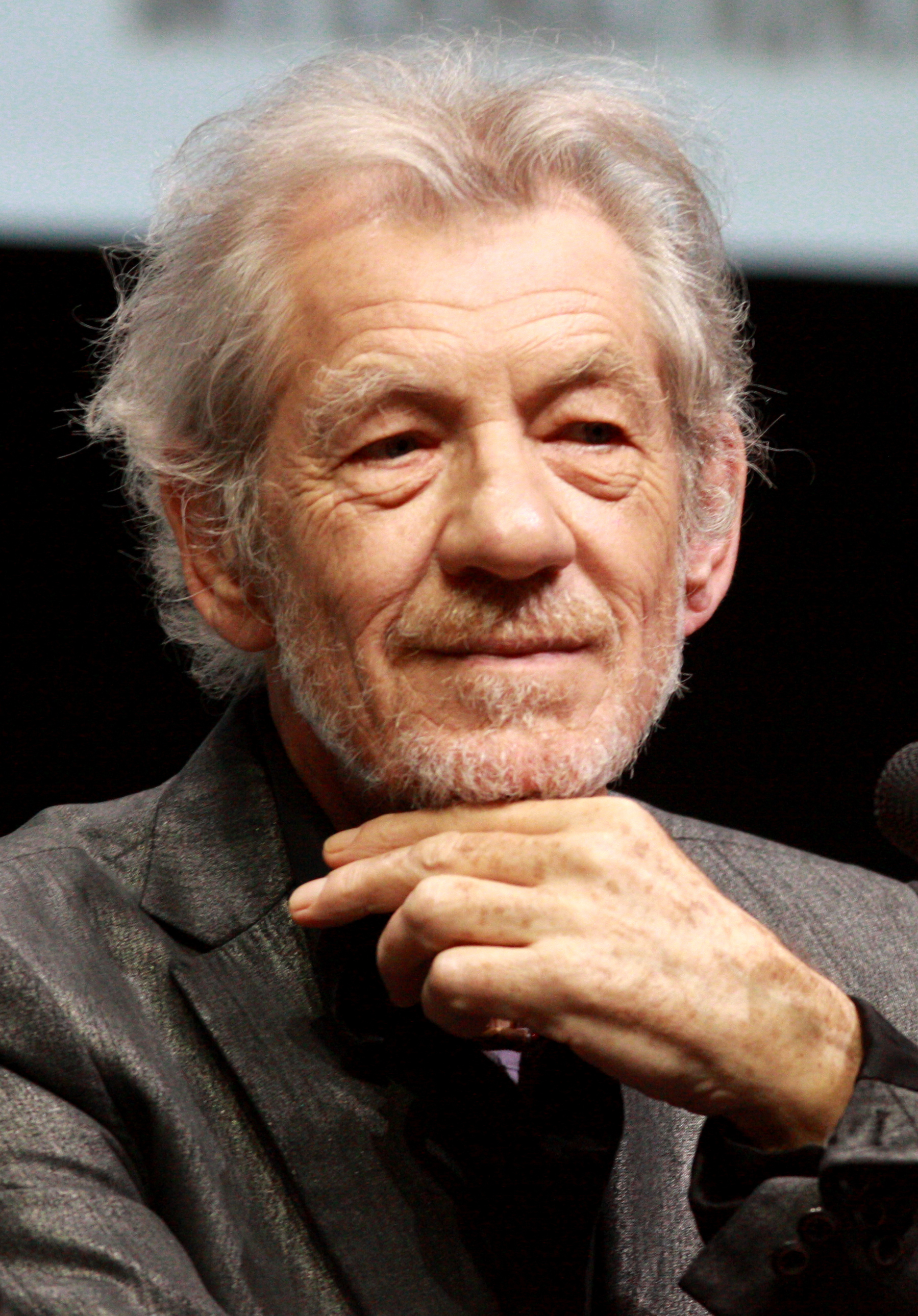
Renomado ator Ian McKellen, nascido em Burnley

### Entretenimento
Possivelmente, a figura mais conhecida de Burnley no campo do entretenimento é o ator Ian McKellen, que nasceu na cidade em 1939. Há, inclusive, uma placa azul indicando a casa onde ele morava. Outros atores nascidos na cidade incluem Mary Mackenzie, Irene Sutcliffe, Julia Haworth, Richard Moore, Alice Barry, Jody Latham, Kathy Jamieson, Hannah Hobley, Natalie Gumede e Lee Ingleby. O ator Malcolm Hebden, conhecido por integrar o elenco regular da aclamada série Coronation Street, não nasceu mas cresceu em Burnley. O roteirista Paul Abbott, criador da série Shameless, e o produtor de TV Peter Salmon são outros famosos nascidos em Burnley.
A lista de Músicos de Burnley incluem os integrantes da banda Chumbawamba, Danbert Nobacon, Alice Nutter, Lou Watts e Boff Whalley, Eric Haydock (baixista do The Hollies), o compositor clássico John Pickard, a DJ Anne Savage, o produtor musical Ady Hall, do Sugar House, e a soprano Hollie Steel.
O autor e clérigo do século XIX Silas K. Hocking escreveu sua obra mais famosa, Her Benny (1879), enquanto vivia em Burnley. O escritor de livros policiais Stephen Booth é outro nativo da cidade, assim como o jornalista e radialista Tony Livesey e o autor e documentarista Stewart Binns.

### Política e Religião
O político conservador David Waddington, Lord Waddington de Read (ex-Secretário de Estado para os Assuntos Internos e ex-Lord Privy Seal e líder da Câmara dos Lordes), Phil Willis, parlamentar liberal democrata de Harrogate e Knaresborough e o diplomata Sir Vincent Fean nasceram em Burnley , assim como o mártir católico do século XVI Robert Nutter. A sufragista Margaret Aldersley nasceu em Burnley em 1852, enquanto Ada Nield Chew, outra figura importante da luta pelo voto feminino, morreu ali em 1945.

### Forças Armadas
James Yorke Scarlett, comandante da Brigada Pesada na Batalha de Balaclava, durante a Guerra da Crimeia, era casado com uma herdeira da família Hargreaves, proprietária de minas de carvão na região, e vivia em Bank Hall. O 2º Tenente Hugh Colvin VC e o Soldado Thomas Whitham VC serviram durante a Primeira Guerra Mundial e receberam a Cruz Vitória, o maior e mais prestigiado prêmio de galanteria diante do inimigo que pode ser concedido às forças britânicas e da Commonwealth.

### Ciência e Indústria
O engenheiro Sir Willis Jackson nasceu e foi educado na cidade. James Drake, um pioneiro das autoestradas britânicas, também é natural de Burnley. O matemático do século XVII, Sir Jonas Moore, era de Higham, mas acredita-se que tenha sido educado na Burnley Grammar School. Seu contemporâneo, Richard Towneley, realizou diversos desenvolvimentos científicos e tecnológicos em Towneley Hall. O cardiologista escocês, Sir James Mackenzie, pioneiro no estudo de arritmias cardíacas, viveu e praticou medicina na cidade por mais de um quarto de século.

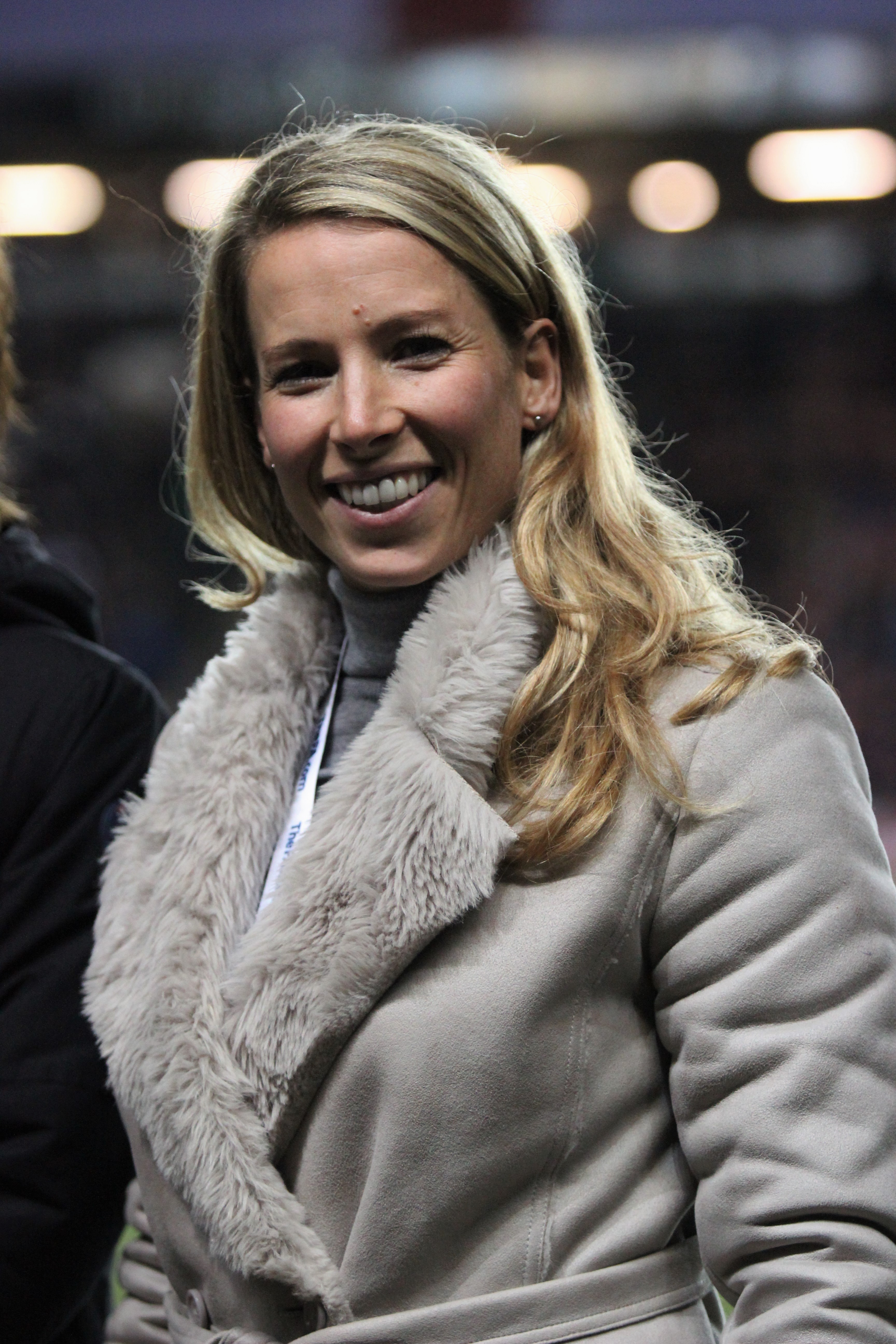
Rachel Brown, ex-goleira da Inglaterra

### Esportes
Figuras esportivas de Burnley incluem o jogador de críquete James Anderson, os ex-jogadores da Seleção Inglesa de Futebol Jimmy Crabtree e Billy Bannister, o atacante da Premier League Jay Rodriguez, o meia da Irlanda do Norte e do Sheffield United Oliver Norwood, a ex-goleira do Everton e da equipe feminina da Inglaterra Rachel Brown, o meia do Paquistão e do Tranmere Rovers Adnan Ahmed, ex-atleta  do Manchester United Chris Casper, o ginasta medalhista de ouro dos Jogos da Commonwealth Craig Heap, o piloto Fabian Coulthard, primo de segundo grau do ex-Formula 1 David Coulthard, nasceu em Burnley, assim como Neil Hodgson, campeão mundial de Superbike em 2003. Outros nomes importantes incluem o presidente de longa data do Burnley, Bob Lord, o pioneiro do futebol Jimmy Hogan (que cresceu ali), a jogadora de handebol Holly Lam-Moores e a medalhista olímpica no lançamento do martelo Sophie Hitchon.